# Notidobia salihli
Notidobia salihli är en nattsländeart som beskrevs av Malicky och Füsun Sipahiler 1993. Notidobia salihli ingår i släktet Notidobia och familjen krumrörsnattsländor. Inga underarter finns listade i Catalogue of Life.